# 児童向けウェクスラー式知能検査
児童向けウェクスラー式知能検査（じどうむけウェクスラーしきちのうけんさ、Wechsler Intelligence Scale for Children、WISC、ウィスク）は、デビッド・ウェクスラーによって開発された児童向けの知能検査で、6歳から16歳までを対象として個別に実施される。検査に読み書きは伴わない。現在の最新版は第5版（WISC-V）で検査には48〜65分を要する。検査結果は全検査知能指数（full scale IQ、以前は知能指数、知能指数スコアとも呼ばれていたもので、子供の全般的な知的能力を表す）および個々の認知領域における子供の能力を示す一次指標値で示される。一次指標値には以下の5種類がある。
- 言語理解指標（Verbal Comprehension Index、VCI）
- 視覚空間認識指標（Visual Spatial Index、VSI）
- 流動性推理指標（Fluid Reasoning Index、FRI）
- ワーキングメモリ指標（Working Memory Index、WMI）
- 処理速度指標（Processing Speed Index、PSI）

5つの合成得点は、一次検査や二次的補助検査の様々な組み合わせから得られる。
5つの補助検査により、学習上の問題を評価し特定することに関係する認知能力を測る3つの補助構成スコアが得られる。

## 歴史
初版のWISC（ウェクスラー, 1949）はウェクスラー・ベルビュー知能検査（ウェクスラー, 1939）の一部テストに加え、WISC用に設計されたテストを用いたものであった。テストは言語性検査と動作性検査で構成され、検査結果は言語性検査IQ（VIQ）、動作性検査IQ（PIQ）、全検査IQ（FSIQ）で示された。1974年、改訂版がWISC-Rとして発表され（ウェクスラー, 1974）、テストの構成は同じだが適用年齢が5〜15歳より6〜16歳に変更された。1991年、第3版（WISC-III、ウェクスラー, 1991）が発表され、処理速度を測る新たなテストが追加された。これまでの言語性検査IQ、動作性検査IQ、全検査IQに加え、より詳細な認知機能の領域を表現するために下記4つの新たな指標が導入された。
- 言語理解（VCI）
- 知覚統合（POI）
- 注意記憶（FDI）
- 処理速度（PSI）

次の版となるWISC-IVは2003年に作られ、続いて翌2004年にはその英国版が作成された。
これまで新たな版が出るごとにフリン効果を相殺するようテスト内容が規程し直されている。これは発達基準が時代遅れとなって知能が過大評価されるのを防ぎ、その時代の集団を代表した基準となるようにするためである（フリン 1984、1987、1999、マタラッツォ 1972）。更に、少数派や女性への偏りを抑えるよう質問が改良されたり、検査がより実施しやすくなるよう内容が更新されたりしている。
2014年秋の時点における最新版はWISC-Vである。ウェクスラー式検査は様々な言語に翻訳され、世界中の多くの国で利用されている。日本語版WISC-IVの場合、日本の心理学者である上野一彦、藤田和弘、前川久男、石隈利紀、大六一志、松田修によって翻訳された。WISC-IV の適用年齢は５歳０カ月～１６歳１１カ月である。

## 検査形式
WISCはウェクスラー知能検査の一種で、16歳以上にはウェクスラー成人知能検査（Wechsler Adult Intelligence Scale、WAIS）、3歳から7歳3か月まではウェクスラー就学前幼児用知能検査（Wechsler Preschool and Primary Scale of Intelligence、WPPSI、ウィプシー）を用いる。これら検査の適用年齢には多少の重複があり、5歳からWPPSIーIII（2018年12月22日販売） 7歳3カ月の子供は、WPPSIでもWISC-IVでも適用できる。同様に16歳0ヶ月から16歳11ヶ月の子供はWISC-IVまたはWAISで検査することができる。この場合、両方の検査を行うと異なる床効果と天井効果が得られ、子供の能力と弱点をより良く理解できる。つまり、精神的な発達遅延を持つ16歳の子供に対してWISC-IVで検査すると、子供が持つ知識の最低水準を知ることができるかも知れない。
WISC-IVは15種類の下位検査で構成されていた。そのうち10種類については前バージョン（WISC-III）の一部を構成していたものである。5種類の新検査は3つの主検査（絵の概念 Picture Concepts、文字・数字の整列 Letter-Number Sequencing, 行列推理 Matrix Reasoning）と2つの補助検査（仲間外れの絵の推理、共通概念の推理 Cancellation and Word Reasoning）で構成されていた。補助検査は、ある稀な場合において子供を適応させたり、中断などの事情により無効となった結果を補ったりするのに用いられた。
検査者の交代は、検査全体を通して2回以下、各一次指数検査では1回しか許されていなかった。
WISC-IVでは、5つの個別スコアの合計が得られる。
WISC-IVでは全般的な知的能力を示す全検査IQ（FSIQ）と、以下に示す4つの構成スコアが結果として示される。
- 言語理解指標（Verbal Comprehension index、VCI)
- 知覚推理指標（Perceptual Reasoning Index、PRI)
- ワーキングメモリ指標（Working Memory Index、WMI)
- 処理速度指標（Processing Speed Index、PSI)

なおワーキングメモリ指標、処理速度指標はそれぞれ注意記憶指標（Freedom from Distractibility Index）、知覚統合指標（Perceptual Organization Index）と呼ばれていたものである。
10種類ある主試験の各得点は均等な比重で全検査IQの得点に割り振られる。
言語理解指標と知覚推理指標はそれぞれ3つの下位検査があり、30%ずつ点数が配分される。ワーキングメモリ指標と処理速度指標についてはそれぞれ2つの下位検査があり、それぞれに得点が配分される。
WISC-IVでは下記3つの下位検査について、7つのプロセス得点も得られる。
- 積木模様（Block Design）
- 絵の抹消（Cancellation）
- 符号（Digit Span）

これらの得点は認知能力に関するより詳細な情報を得ることを意図していて、下位検査の実施に役立つものである。
言語理解指標（VCI）の補助検査は以下の通りである。
- 単語 - ある与えられた言葉の意味を説明する
- 類似 - 2つの語の共通点を説明する
- 理解 - 社会的ルールや日常的な問題の解決について答える
- 知識（補足） - 一般知識（英語版）についての質問
- 語の推理（補足） - ある特定の語につながるヒントに関する作業、各ヒントは対象物/語句/概念に関する追加情報になる

言語理解指標は語彙概念形成（子供の語彙理解力）の全体的な測定結果を示し、環境から学んだ知識から影響を受ける。
知覚推理指標（PRI）の補助検査は以下の通りである。
- 積木模様 - 子供は示されたモデルと同じパターンで赤と白の積木を集めて並べる。この作業は時間制限を設けて行われ、速さを向上させるためより難しいパズルに対する追加得点が与えられる場合もある。
- 絵の概念 - 子供は2、3行に並べられた絵を見せられ、1行に1つずつ選んで集めるものを決めるよう求められる。
- 行列推理 - 子供は1列に並べられた絵が示される。このうち1個の絵は伏せられていて、代わりに四角が書かれている。その抜けた部分に入る適切な絵を5つの選択肢の中から選ぶ。
- 絵の完成（補助検査） - 子供は、一部分が欠けた一般的なあるものを描いた絵が示される。その欠けた部分を指し示すかまたは名前で示すよう求められる。

ワーキングメモリ指標（WMI）の補助検査は以下の通りである。
- 数唱 - 口頭で聞いた数列をそのまま復唱する、または逆順で答える
- 語音整列 - 子供には一連の数値か文字列が示され、あらかじめ指定された順に並べ替えてその数値や文字列を試験官に答える。
- 算数（補助検査）- 口頭で算数の問題が与えられる。時間制限あり。

処理速度指標（PSI）の補助検査は以下の通り。
- 符号 - 8歳以下の子供の場合、ある符号に従って異なる行を見つけ印をつける。8歳を超える子供の場合、数値・文字列の符号を書き写す。この検査は時間制限を設けて行われ、速く終えると追加得点が与えられる。
- 記号探し - 子供には数行に並べられた記号と、選ぶべき記号とが示される。そして、各行に選択対象となる記号があるかどうか記すよう求められる。
- 絵の抹消（補助検査） - 子供はランダムに並べられた絵の中から選ぶべき対象となる絵に記をつける。この作業には制限時間が設けられる。

## 精神測定特性
WISC-IVの米国標準化サンプルは6歳から16歳11か月までの2200人の子供が、英国版は780人のデータで構成されている。
どちらの標準化にも以下のような特殊なグループのサンプルが含まれている。
- 天才児
- 軽度・中程度の知的障害を持つ子供
- 学習障害児（読み、読み書き、計算、読み書き計算）
- 注意欠陥・多動性障害（ADHD）を持つ子供
- 表出性言語障害、受容-表出混合性言語障害を持つ子供
- 自閉症、アスペルガー症候群（アスペルガー症候群は自閉症の一形態）の症状を持つ子供
- 開放性頭部損傷、閉鎖性頭部外傷を持つ児童
- 運動障害を持つ子供

WISC–IVで達成度、記憶力、適応行動、感情知性、高能力性について検証されている。ウェクスラー検査群で一貫性が保たれるよう等価性についても考慮されており、ウェクスラースコアは生涯を通じて比較できるようになっている。尺度の信頼性と妥当性を検証するため、多くの同時研究が導入されている。
WISC–IVにおける収束の証拠と判別の検証は、次の検査における相関研究によって与えられている。
- WISC–III
- WPPSI–III
- WAIS–III
- WASI
- WIAT–II
- CMS
- GRS（en:Gifted Rating Scales）
- BarOn EQ
- ABAS–II

構造概念が妥当であることの証拠は、一連の探査的・確認的因子分析と適合した臨床的・非臨床的な子供のサンプルと利用によって得られている。

## 利用について
WISCは知能検査だけではなく臨床でのツールとしても用いられる。
注意欠陥・多動性障害（ADHD）や学習障害などの診断する中でWISCを利用する医師もいる。
これは通常パターン分析と呼ばれる過程を通して行われ、様々な補助検査のスコアを互いに比較し（独自性スコア）、他と比べて異常に低いスコア群を見出すために行われる。
これはデイヴィッド・ウェクスラー自身が1958年に提案したものである。
しかし研究ではこれがADHDや学習障害の診断において非常に効果的な方法であることは示されていない。ADHDの子供の大半はある補助検査スコアが他より低い結果を示さないし、逆にそのような結果を示すがADHDを持たないという子供は多数見られる。学習障害児が示す別のパターンとして、似た有用性の欠如をWISCの診断結果で示す。しかし、WISC-IV補助検査の解釈にキャッテル-ホーン-キャロル（CHC）理論が使われた時、より大きな意味を持つ傾向がある。
子供を診断する時、例えば、学習障害を持つ子供が感情的に取り乱し、その結果集中できなくなって問題行動につながることもあればその逆もある。注意欠陥障害（ADD）やADHDの子供が、注意力の問題から学習に支障を来すこともある。また学習障害、知的障害も併発することもある（そうでないこともある）。つまり、子供や大人の診断はIQだけに基づいて行うべきではなく、面談、医師による診断、親からの報告、その他の検査なども考慮して行うべきである。認知能力試験は、他の検査や他の情報源を合わせた検討、問題に対する他の説明、併存する問題の発見、適切な分析や扱いが単一の概要IQスコアだけに依存することを避けるように取られた時の豊富な情報源によって除外することができる。
WISCは子供の知性と学校における振る舞いとの間の不一致を示すのに用いることができる（この検査を用いた時、学校の心理士が困るのがこの不一致である）。臨床的設定において、学習生涯は知能指数と達成度検査（ウッドコック・ジョンソン IIIまたはウェクスラー個別達成度テスト II）の得点を比較することにより診断できる。もし子供の達成度が（WISC-IVなどの知能検査から得られる）知能機能水準から期待されるよりも低かった場合、学習障害があるかも知れない。WISCの各補助検査は、人の心の複雑さを理解し、学習障害の診断に使えると信じる心理学者や研究者もいる。
その結果、WISCは知的な突出性、学習障害、認知の強さや弱さを特定する評価群の一部として使える。適応行動分析システムII（ABAS–II; Harrison & Oakland, 2003）と子供の記憶度（CMS; Cohen, 1997）など他の尺度も合わせて考慮すると、その臨床的有用性は向上する。これらの組み合わせにより、認知機能や適応機能についての情報が得られる。このどちらも学習困難の適切な診断に必要であり、学習と記憶機能は子供の認知機能のより豊かな描写につながる。
WISC–IVは、大学の達成度判定に用いられるウェクスラー個別達成度検査英国版（WIAT–II UK; The Psychological Corporation, 2005）とも基準が共通化されている。
このつながりがあることで、子供の認知能力と大学での達成度の両方についての情報を得ることができる。知的機能の検査は、低学力につながる特定の認知欠如を評価し、将来の学習達成度を予測するため学校で広く使われている。そのようなWISC-IVを使い方により、学習障害や認知欠如などへの介助など教育的調停を行うための情報が得られる。
WISC-IVは子供の年代に応じた認知発達の評価にも用いられる。他のデータからの情報も比較して用いることにより、WISCは子供の発達や心理学的な健康状態に関する情報提供に貢献できる。非常に高い得点や低い得点の情報から、そのような発達の多様性を受け入れる上で問題がある（またはある水準を越える高度な認知機能を受け入れることができない）社会的文脈において、困難を調整することに貢献できる因子を提案できるかもしれない。

## 翻訳
WISCは多くの言語に翻訳されて採択され、発達基準は多くの国で制定されている。以下にその言語・国を挙げる。スペイン語、ポルトガル語（ブラジル、ポルトガル）、ノルウェー語、スウェーデン語、フィンランド語、クロアチア語、フランス語（フランス、カナダ）、ドイツ語（ドイツ、オーストリア、スイス）、英語（アメリカ合衆国、カナダ、英国、オーストラリア）、ウェールズ語、オランダ語、日本語、中国語（香港）、韓国語（大韓民国）、ギリシャ語、ルーマニア語、スロベニア語、イタリア語。各翻訳において各項目ごとの発達基準が制定されている。（ノルウェーはスウェーデン語の発達基準を用いている）インドでは児童向けマリン式知能検査（Malin's Intelligence Scale for Children、MISIC）をWISCに適用している。2012年、WISC第4版はインドで採用され、標準となった。